# La Compagnie de Merlin
La Compagnie de Merlin est un jeu de société sorti en 2008, imaginé par Bruno Cathala et Serge Laget. C'est une extension du jeu Les chevaliers de la Table Ronde, des mêmes auteurs.

## Principe
Le même que celui des Chevaliers de la Table Ronde, aux exceptions suivantes :
- jusqu'à 8 joueurs peuvent participer,
- tous les chevaliers, à l'exception du Roi Arthur, sont remplacés par d'autres,
- lors des parties à 8 joueurs, il peut y avoir deux félons,
- les déplacements ne se font plus automatiquement, mais des cartes de Voyage sont piochées à chacun,
- Merlin a désormais une figurine (NB : il n'est incarné par aucun joueur) qui se déplace sur différentes quêtes et qui a des effets bénéfiques pour les chevaliers loyaux.
- de nouvelles cartes noires et blanches sont ajoutées aux paquets du jeu de base.